# Andrej Kirilenko
Andrej Genadijevič Kirilenko (* 18. září 1981, Iževsk, Ruská sovětská federativní socialistická republika, Sovětský svaz) je ruský profesionální basketbalista – obránce, mistr Evropy v basketbalu z roku 2007

S profesionálním basketbalem začínal v roce 1997 v ruském profesionálním klubu BC Spartak Saint Petersburg,
odtud pak v roce 1998 přestoupil do CSKA Moskva, od roku 2001 do roku 2011 hrál v americkém profesionálním týmu NBA Utah Jazz. V sezóně 2011–2012 hrál opět za CSKA Moskva. Od roku 2012 hraje opět v NBA za tým Minnesota Timberwolves.
Pravidelně reprezentuje svou zemi, na olympijských hrách poprvé startoval již v roce 2000 na Letních olympijských hrách 2000 v Sydney.

## Příbuzenstvo
Jeho manželkou je ruská popová zpěvačka Máša Kirilenková. Ruská tenistka Maria Kirilenková není jeho příbuzná, ačkoliv tak v žertu oba občas vystupují a nechávají se i fotografovat.[zdroj?]